# Niccolò Arrighetti (Gelehrter)
Niccolò Arrighetti (* 17. März 1709 in Florenz; † 31. Januar 1767 in Siena) war ein italienischer Jesuit und Gelehrter.
Niccolò Arrighetti trat dem Jesuitenorden als 15-Jähriger am 31. Oktober 1724 bei. Er war Professor für Naturphilosophie in Spoleto, Prato und Siena. Zu seinen Werken zählen Abhandlungen über die Theorien des Lichts, der Wärme und der Elektrizität sowie über die Ursachen der Bewegung des Quecksilbers in Barometern. Ferner übersetzte er den Roman Le Baron Van Hesden ou la République des Incrédules von Michel-Ange Marin ins Italienische (Il Baron di Van-Esden; ovvero la Republica degli Increduli).